# Dziaduszyn
Dziaduszyn (niem. Charlottenhof, Piłkowskie (1947)) – wieś w Polsce, w województwie warmińsko-mazurskim, w powiecie węgorzewskim, w gminie Pozezdrze.
W latach 1975–1998 miejscowość należała administracyjnie do województwa suwalskiego.

## Nazwa
28 marca 1949 r. ustalono urzędową polską nazwę miejscowości – Dziaduszyn, określając drugi przypadek jako Dziaduszyna, a przymiotnik – dziaduszyński.